# Neoperla breviscrotata
Neoperla breviscrotata är en bäcksländeart som beskrevs av Du 1999. Neoperla breviscrotata ingår i släktet Neoperla och familjen jättebäcksländor. Inga underarter finns listade i Catalogue of Life.